# Терпезіца
Терпезіца (рум. Terpezița) — село у повіті Долж в Румунії. Входить до складу комуни Терпезіца.
Село розташоване на відстані 206 км на захід від Бухареста, 24 км на захід від Крайови.

## Населення
За даними перепису населення 2002 року у селі проживала 1041 особа, усі — румуни. Усі жителі села рідною мовою назвали румунську.